# Joe Nasco
Joseph 'Joe' Nasco (Kissimmee, 18 juni 1984) is een Amerikaans voetballer die dienstdoet als doelman. Hij tekende in januari 2015 bij de Fort Lauderdale Strikers.

## Clubcarrière
Nasco begon in 2008 met het spelen voor de Panama City Pirates, uitkomend in de USL Premier Development League. Door een strijd met blessures stopte hij echter met voetballen en werd politieagent in Calhoun. In 2012 keerde hij echter terug in het voetbal. Hij tekende in maart een contract bij de Atlanta Silverbacks en maakte op 16 mei 2012 tegen de Puerto Rico Islanders zijn debuut. Op 12 februari 2014 tekende hij bij Colorado Rapids uit de Major League Soccer. Na een verhuur aan Atlanta Silverbacks was Nasco in december onderdeel van een ruildeal en ging hij naar New England Revolution. Hij tekende daar echter geen contract en sloot zich in plaats daarvan aan bij de Fort Lauderdale Strikers, op dat moment actief in de North American Soccer League.